# Hugo Alberto Carvajal
Hugo Alberto Carvajal Aguilar más conocido como alias 'el Nene' (Aguachica, Cesar, 12 de junio de 1968-Matanza, Santander, 12 de enero de 2000) fue un guerrillero colombiano, comandante de las disidencias del Ejército Popular de Liberación (EPL) hasta su muerte.

## Biografía
Nació el 12 de junio del año de 1968 en Aguachica (Cesar), afirmó a la prensa que trabajaba en una finca ganadera.

### Militancia en el EPL
Ingresó al Ejército Popular de Liberación (EPL) el 18 de julio de 1989 como guerrillero raso, tras la desmovilización del 90% de esa organización crearía un grupo de disidencias del EPL.

### Disidencias del EPL
El 19 de marzo de 1991, fundó la disidencia del EPL conocida como el frente de guerra Ramón Gilberto Barbosa Zambrano del EPL, en Rionegro (Santander), operaba con sus hombres en los municipios de Vetas, California, Berlín, Matanza, César, Barrancabermeja y Ocaña.
En 1991, la disidencia del EPL destruyó la finca en la que Carvajal trabajaba, al mando de alrededor de 40 hombres. Tiempo después, su hermano Alfredo Aguilar alias "Tasmania" en un comunicado de prensa se adjudicó la acción.
En 1993 se fugó de la Cárcel Modelo de Bucaramanga, donde fue capturado el 19 de abril de 1993, y se fugó el 17 de octubre del mismo año.
Durante su comandancia de las disidencias del EPL se enfrentó a las FARC-EP en Barrancabermeja, al ELN y a los grupos paramilitares de las AUC, comandados por Salvatore Mancuso, Camilo Morantes y Jorge Iván Laverde alias "el Iguano".

### Delitos
Se le atribuyen múltiples crímenes y cargos en su delictivo criminal como boleteo, extorsión, secuestro (más de 100 secuestros en Santander como el secuestro de varios periodistas, del representante Gerardo Tamayo; del alcalde de Cáchira (Norte de Santander), Rafael Pabón; los dos hijos del exsenador Norberto Morales Ballesteros el secuestro en 1999 del cantautor boyacense Jorge Velosa, en 1998 habría secuestrado a 37 personas y en 1999 a 39 personas incluyendo a dos ciudadanos norteamericanos, asesinatos de la gerente de Cocigas, Luz Marina Urbina, del ganadero Olinto Camargo, del párroco de Cáchira (Norte de Santander), Pedro León Camacho y de un grupo de 18 mariachis. Carvajal fue acusado de volar oleoductos en 1992 y en 1995.
Sus sucesores como Víctor Ramón Navarro Serrano "Megateo" quien fue abatido en el año 2015 y testaferros heredaron riquezas fruto de las acciones delincuenciales de Carvajal.  

### Familia
Tuvo 4 hermanos: William Aguilar (capturado el 13 de febrero de 2001), Alfredo Aguilar alias "Tasmania" (abatido en 1999), Mario Alberto Carvajal alias "Caliche" (capturado el 14 de marzo del 2000)y Martha Aguilar quién era guerrillera del frente 48 de las FARC-EP.

## Muerte
Carvajal empezó a tener enfrentamientos desde diciembre de 1999, con tropas de la Quinta Brigada en Bucaramanga el 9 de enero de 2000 donde fue herido por una bala de Cal. 7.62 mm, según los análisis forenses realizados, el 12 de enero de ese mismo año Carvajal falleció en Matanza (Santander), fue enterrado en una fosa común por sus mismos subordinados del frente Libardo Mora Toro del EPL, su cuerpo fue trasladado a Medicina Legal y Ciencias Forenses de Bucaramanga y 2 días después fue enterrado en el cementerio central de Bucaramanga en una fosa común.